# Nikola Vuljanić
Nikola Vuljanić (n. 25 iunie 1949, Karlovac, RSF Iugoslavia – d. 2 martie 2024, Karlovac, cantonul Karlovac, Croația) a fost un politician croat, membru al Partidului Laburist Croat⁠(d) de stânga și fost membru al Parlamentului European.

## Tinerețe
Nikola Vuljanić s-a născut la Karlovac și a absolvit Universitatea din Zagreb cu un master în filologie. A început să lucreze în educație ca profesor de limbă engleză. Ulterior, a devenit profesor universitar de engleză tehnică.

## Cariera politică
În 2003 s-a alăturat Partidului Popular Croat (HNS), fiind ales membru al Parlamentului Croat, rămânând în funcție până în 2007.
După primul mandat de deputat, a părăsit HNS și s-a alăturat Partidului Laburist Croat (HL). În 2011, Vuljanić a fost reales ca membru al parlamentului croat pe bilet HL. În 2012, a demisionat din fucția de deputat în Sabor-ul croat și a fost ales euro-observator în Parlamentul European. La 1 iulie 2013, după aderarea Croației la Uniunea Europeană, el a depus jurământul ca europarlamentar cu drepturi depline.

### În Saborul croat
În a 5-a legislatură (2003-2008) a fost membru al Comisiei pentru legislație, Comisiei judiciare, cooperare interparlamentară și membru adjunct al Delegației Parlamentului Croației la Comisia parlamentară mixtă UE-Croația și al Delegației la Adunarea Parlamentară al Organizației pentru Securitate și Cooperare. Vuljanić a fost membru al grupului parlamentar al Partidului Popular Croat-Liberali Democrați (HNS).

### În calitate de euro-observator și europarlamentar
La 1 aprilie 2012, Vuljanić a fost numit de către Sabor pentru a fi observator în Parlamentul European. A devenit membru al Comisiei pentru Cultură. Servind ca membru neafiliat pentru câteva zile, la 18 aprilie 2012, Vuljanić s-a alăturat în cele din urmă Grupului Alianței Progresiste a Socialiștilor și Democraților din Parlamentul European (S&D). El a fost ales deputat în Parlamentul European (PE) la alegerile europene din 14 aprilie 2013, pe listele HL, câștigând mandatul cu 5,77% din voturile populare. La 1 iulie 2013, după aderarea Croației la Uniunea Europeană, Vuljanić a depus jurământul ca europarlamentar cu drepturi depline. După ce a devenit europarlamentar cu drepturi depline, a părăsit grupul S&D pentru a se alătura Grupului Confederal al Stângii Unite Europene - Stânga Verde Nordică și a fost mutat în Comisia pentru Afaceri Externe.

## Moarte
Vuljanić a murit la Karlovac pe 2 martie 2024, la vârsta de 74 de ani.